# معاملة المثليين في هندوراس
قد يواجه الأشخاص من المثليين والمثليات ومزدوجي التوجه الجنسي والمتحولين جنسياً (اختصاراً: LGBT) في هندوراس تحديات قانونية لا يواجهها غيرهم من المغايرين جنسيا. يعتبر النشاط الجنسي المثلي بين الرجال وبين النساء قانونيا في هندوراس.
لا تعتبر المنازل التي يعيش فيها الشركاء المثليون مؤهلة للحصول على نفس الحماية القانونية المتاحة للأزواج المغايرين. حظر الدستور منذ عام 2005 كلا من زواج المثليين والعلاقات بحكم الأمر الواقع وتبني المثليين للأطفال. ومع ذلك، لا بد لهندوراس قانونا بعد حكم محكمة الدول الأمريكية لحقوق الإنسان في يناير 2018، والذي قضى أن زواج المثليين هو حق من حقوق الإنسان المحمية بموجب الاتفاقية الأمريكية لحقوق الإنسان. يعتبر التمييز ضد المثليين والمثليات ومزدوجي التوجه الجنسي والمتحولين جنسياً غير قانوني في هندوراس بموجب المادة 321 من قانون العقوبات.
على غرار السلفادور المجاورة، يواجه مجتمع المثليين معدلات عالية من العنف والقتل. قُتل 264 شخصًا من مجتمه المثليين، نصفهم تقريباً من الرجال المثليين، في البلاد بين عامي 2009 و 2017.

## قانونية النشاط الجنسي المثلي
يعتبر النشاط الجنسي المثلي قانونيا، بشرط أن يتضمن موافقة الأفراد الذين تبلغ أعمارهم 15 عامًا أو أكثر، كما هو الحال بالنسبة للعلاقات الجنسية المغايرة.

## الاعتراف القانوني بالعلاقات المثلية

القوانين المتعلقة بالمثلية الجنسية في أمريكا الوسطى وجزر الكاريبي.
زواج المثليين
توفر شكل آخر من أشكال الاعتراف القانوني
شراكة غير مسجلة
الاعتراف بزواج المثليين المنعقد في الخارج
لا اعتراف قانوني بالعلاقات المثلية
حظر دستوري على زواج المثليين، عبر تقييد تعريف الزواج في الدستور إلى اتحاد بين رجل وامرأءة فقط
المثلية الجنسية غير قانونية، لكن القانون لايتم تطبيقه
المثلية الجنسية غير قانونية للرجال فقط
المثلية الجنسية غير قانونية للرجال والنساء

لايتم الاعتراف قانونيا بالعلاقات المثلية في هندوراس. في عام 2005، تم تعديل الدستور لحظر زواج المثليين والاتحادات بحكم الأمر الواقع بين المثليين. يرفض التعديل الدستوري أيضًا الاعتراف بزواج المثليين أو الاتحادات المثلية التي حدثت بشكل قانوني في بلدان أخرى (المادة 112). كما يمنع تبني المثليين للأطفا (المادة 116).
قبل انتخابات نوفمبر 2017 أعلن 3 مرشحين لإدارة فرانسيسكو مورازان عن الحزب الوطني والحزب الديمقراطي المسيحي دعمهم لزواج المثليين، مضيفا أنهم سيكونون منفتحين لتقديم مشروع قانون زواج المثليين إلى الكونغرس الوطني. لم يفز أي من المرشحين الثلاثة بمقعد في الكونغرس الوطني.
في 12 أكتوبر 2018، صرح رئيس هندوراس خوان أورلاندو هيرنانديز للصحفيين في مؤتمر صحفي: «شخصياً كمسيحي، أنا ضد زواج المثليين؛ ومن الواضح أن القضاء هو الذي يجب عليه، وفقًا للقانون الهندوراسي، أن يحكم فيه، [بغض النظر عن التفضيلات الجنسية]، يجب معاملة الناس بكرامة، بغض النظر عن توجهاتهم. يجب أن يعامل الناس بكرامة وهذه المسألة مهمة للغاية.»

### حكم محكمة الدول الأمريكية لحقوق الإنسان 2018
في 8 كانون الثاني/يناير 2018، قضت محكمة الدول الأمريكية لحقوق الإنسان بأن الاتفاقية الأمريكية لحقوق الإنسان تقضي وتقتضي الاعتراف بزواج المثليين. كان الحكم ملزماً بالكامل لكوستاريكا ويضع سابقة ملزمة في بلدان أمريكا اللاتينية ومنطقة البحر الكاريبي الأخرى بما فيها السلفادور.
في مايو 2018، بالاعتماد على حكم محكمة الدول الأمريكية لحقوق الإنسان (انظر أعلاه)، رفع نشطاء المثليين في هندوراس دعوى أمام المحكمة العليا لتشريع زواج المثليين في هندوراس.
تم رفع قضية ثانية بعد ذلك بفترة قصيرة ولكن تم رفضها بسبب أخطاء فنية في نوفمبر 2018. لا تزال القضية الأولى في الانتظار. في فبراير 2019، أفيد أنه من المتوقع أن تصدر المحكمة العليا حكمها في غضون «الأيام القليلة المقبلة».

## الحماية من التمييز
في عام 2013، اعتمد الكونغرس الوطني العديد من التعديلات على قانون العقوبات، من خلال المرسوم رقم 23-2013 (بالإسبانية: Decreto No. 23-2013)‏ بما في ذلك ما يلي:
- المادة 27 بشأن الظروف المشددة للمسؤولية الجنائية، مضيفة «ارتكاب جريمة بسبب الكراهية أو الاحتقار بسبب الجنس أو الجندر أو الدين أو الأصل القومي أو الانتماء إلى الشعوب الأصلية أو المنحدرين من أصل أفريقي أو التوجه الجنسي أو الهوية الجندرية أو العمر أو الحالة الزوجية أو الإعاقة أو الإيديولوجية أو الآراء السياسية للضحية».[16]
- المادة 321، على النحو التالي: «يعاقب بالسجن لمدة ثلاث (3) إلى خمس (5) سنوات وبغرامة من أربعة (4) إلى سبعة (7) من الحد الأدنى للغرامات، الشخص الذي يعتقل ويعاقب ويخفف بشكل تعسفي أو يمنع أو يهزم ممارسة الحقوق الفردية والجماعية أو يرفض تقديم خدمة مهنية على أساس الجنس أو الجندر أو السن أو التوجه الجنسي أو الهوية الجندرية أو عضوية الحزب أو الرأي السياسي أو الحالة الزوجية أو الانتماء إلى الشعوب الأصلية والمنحدرين من أصل أفريقي أو لغة المجتمع أو اللغة أو الجنسية أو الدين أو الانتماء أو الوضع العائلي الاقتصادي أو القدرات أو الإعاقات المختلفة أو الظروف الصحية أو المظهر الجسدي أو أي تمييز آخر ينتهك الكرامة الإنسانية للضحية».[16]
- تنص المادة 321-أ التي تنص على ما يلي: «من يحرض علنا أو من خلال وسائل الإعلام أو الإذاعة العامة، على التمييز أو الكراهية أو الازدراء أو الاضطهاد أو أي شكل من أشكال العنف أو الهجمات ضد شخص أو جماعة أو جمعية أو مؤسسات أو شركات أو منظمات غير حكومية، لأي عقوبة من الأسباب المذكورة في المادة السابقة، يُفرض عقوبة من ثلاث (3) إلى خمس (5) سنوات وغرامة قدرها خمسين ألف لومبيرا (50.000.00 ل.) إلى ثلاثمائة ألف لومبيرا (ل. 300.000.00 ل.)».[16]

في مارس 2017، دخل قانون العقوبات الجديد حيز التنفيذ. قيل أنه تم استقبال العديد من مجموعات حقوق المثليين في الكونغرس لتبديد الشكوك حول صياغة بعض المواد، ولضمان بقاء المادتين 321 و 321-A حيز التنفيذ. تم الحفاظ على مقالات مناهضة التمييز في النهاية.

## حراك حقوق المثليين في هندوراس
ينص الدستور على أن للمواطنين الحق في تأسيس الأحزاب السياسية ومجموعات المصالح والانتساب إليها، على الرغم من أن الجهود الأولية لتسجيل مجموعة حقوق المثليين في الثمانينات قوبلت بمعارضة حكومية أو تأجيلات ممتدة. نشأت أول منظمات حقوق المثليين في الثمانينات على أي حال، وغالبًا ما كانت استجابة لوباء فيروس نقص المناعة البشرية/الإيدز. لم يكن لهذه المنظمات أي مكانة قانونية في ذلك الوقت وتجاهلتها الحكومة بشكل أساسي، باستثناء مضايقات الشرطة.
في عام 2004، قدمت حكومة هندوراس اعترافًا رسميًا إلى ثلاث مجموعات معنية بحقوق المثليين، على الرغم من الاحتجاجات المنظمة من الكنيسة الكاثوليكية والمجموعات الإنجيلية والمشرعين المحافظين.
لم يعرب الحزبان السياسيان الرئيسيان عن دعمهما الكبير لتوسيع حقوق المثليين، وقد تجاهلوا الموضوع في الغالب. عبرت حفنة من الأعضاء المنشقين عن حزب الوحدة الديمقراطية اليسارية عن اهتمامهم بالعمل مع مجتمع المثليين.

## ظروف الحياة
في هندوراس، هناك بيئة اجتماعية من التمييز التاريخي ضد المثليين بدافع من التحيز والرجولة. يمنح قانون عام 2001 المتعلق بالشرطة والشؤون الاجتماعية (بالإسبانية: Ley de Policía y Convivencial Social)‏ الشرطة إذنًا بمداهمة شوارع المدينة، والإغارة على المشتغلين بالدعارة كجزء من «السيطرة على المرافق الصحية» واعتقال أي شخص «يتعارض مع الحياء والسلوك السليم وأخلاق العامة.» وثقت منظمات حقوق المثليين حالات عديدة استخدمت فيها الشرطة القانون كذريعة لمضايقة النساء المتحولات جنسيا واحتجازهن.
خاضت امرأة متحولة جنسياً في انتخابات عام 2017 كمرشحة عن حزب الابتكار والوحدة. كان ترشحها في النهاية غير ناجح. حصلت على 11,112 صوتًا، وحصلت على الرتبة 136. لدى الكونغرس الوطني 128 مقعدا.
تظاهر حوالي 400 شخص في مسيرة فخر في يوليو 2017 في مدينة سان بيدرو سولا، والتي تعتبر واحدة من أكثر المدن خطورة في العالم.

### العنف المعادي للمثليين
في ديسمبر 2014، مجموعة حقوق المثليين «راد ليسبيكا كاتراتشاس» (بالإسبانية: Red Lésbica Cattrachas)‏ أفادت بأن بين 2009-2014، تم تسجيل 174 حالة وفاة عنيفة الأشخاص المثليين في البلاد (90 من الممثليين، 15 من المثليات، و 69 من المتحولين جنسيا)، وخاصة في إدارات كورتيس وفرانسيسكو مورازان.
في السنوات السابقة، ذُكر أنه ربما قُتل ما يصل إلى 200 هندوراسيًا بسبب توجهاتهم الجنسية أو هويتهم الجنسية الحقيقية أو المتصورة بين عامي 1993 و 2003.
صرحت منظمات حقوق الإنسان الدولية أن الحكومة العسكرية استهدفت مجتمع المثليين
بالمضايقة والإساءة والقتل.
في يونيو 2013، مُنحت امرأة متحولة جنسياً حق اللجوء في إسبانيا بعد أن حاول ضابط شرطة اغتيالها في هندوراس.
تم اغتيال والتر تروش، الناشط السياسي في هندوراس والنشاط في حقوق المثليين، في 13 ديسمبر 2009 على أيدي أعضاء في حركة معارضة زيلايا وذلك لتنظيم معارضته للحكومة الجديدة.
قُتل إريك مارتينيز أفيلا وهو ناشط آخر في حقوق المثليين ومعروف بمناصرته لمانويل زيلايا، في 7 مايو 2012 في ضواحي تيغوسيغالبا.

### فيروس نقص المناعة البشرية/الإيدز
التأثير الاجتماعي المحافظ للكنيسة الكاثوليكية والبروتستانت الإنجيليين جعل من الصعب تنفيذ أي برنامج عام شامل. تعتبر المشتغلات بالدعارة والرجال الذين يمارسون الجنس مع الرجال من أكثر الفئات عرضة للخطر. تقدم الحكومة الرعاية الطبية لجميع المواطنين وتعمل بشكل متزايد مع المنظمات غير الحكومية لرفع مستوى الوعي.

## الرأي العام
وفقًا لمسح أجراه مركز بيو للأبحاث، والذي أجري في الفترة ما بين 9 نوفمبر و 19 ديسمبر 2013، أيد 13% من المجيبين زواج المثليين، وعارضه 83% منهم.
أظهر مقياس الأمريكتين لعام 2017 أن 21% من سكان هندوراس يؤيدون زواج المثليين.
وجد استطلاع أجرته مؤسسة سي أي دي غالوب عام 2018 أن 75% من الهندوراسيين يعارضون زواج المثليين، وبأن 17% يؤيدونه، وأن الباقي لا يعرفون أو يرفضون الإجابة.

## ملخص
| قانونية النشاط الجنسي المثلي                                                             | (منذ عام 1899)                                            |
| المساواة في السن القانوني للنشاط الجنسي                                                  | Yes                                                       |
| قوانين مكافحة التمييز في التوظيف                                                         | (منذ عام 2013)                                            |
| قوانين مكافحة التمييز في توفير السلع والخدمات                                            | (منذ عام 2013)                                            |
| قوانين مكافحة التمييز في جميع المجالات الأخرى (تتضمن التمييز غير المباشر، خطاب الكراهية) | (منذ عام 2013)                                            |
| قوانين مكافحة أشكال التمييز المعنية بالهوية الجندرية                                     | (منذ عام 2013)                                            |
| قوانين جرائم الكراهية تشمل التوجه الجنسي والهوية الجندرية                                | (منذ عام 2013)                                            |
| زواج المثليين                                                                            | (حظر دستوري منذ عام 2005؛ حكم المحكمة في الانتظار)        |
| الاعتراف القانوني بالعلاقات المثلية                                                      | (حظر دستوري على الاتحادات بحكم الأمر الواقع منذ عام 2005) |
| تبني أحد الشريكين للطفل البيولوجي للشريك الآخر                                           | (حظر دستوري منذ عام 2005)                                 |
| التبني المشترك للأزواج المثليين                                                          | (حظر دستوري منذ عام 2005)                                 |
| يسمح للمثليين والمثليات الخدمة علناً في القوات المسلحة                                    | No                                                        |
| الحق بتغيير الجنس القانوني                                                               | No                                                        |
| علاج التحويل محظور على القاصرين                                                          | No                                                        |
| الحصول على أطفال أنابيب للمثليات                                                         | No                                                        |
| الأمومة التلقائية للطفل بعد الولادة                                                      | No                                                        |
| تأجير الأرحام التجاري للأزواج المثليين من الذكور                                         | No                                                        |
| السماح للرجال الذين مارسوا الجنس الشرجي التبرع بالدم                                     | No                                                        |